# Gyi Aung Maung
Gyi Aung Maung (ur. 15 grudnia 1945) – mjanmański sztangista, olimpijczyk (1972), srebrny medalista igrzysk azjatyckich (1974) w podnoszeniu ciężarów, w wadze muszej (do 52 kg).

## Osiągnięcia

### Letnie igrzyska olimpijskie
- Monachium 1972 – 5. miejsce (waga musza)

### Mistrzostwa świata
- Monachium 1972 – 5. miejsce (waga musza) – mistrzostwa rozegrano w ramach zawodów olimpijskich

### Igrzyska azjatyckie
- Teheran 1974 –  srebrny medal (waga musza)

### Rekordy świata
- Rangun 27.08.1970 – 100,5 kg w rwaniu (waga musza)
- Monachium 27.08.1972 – 105 kg w rwaniu (waga musza)